# Wallhalben

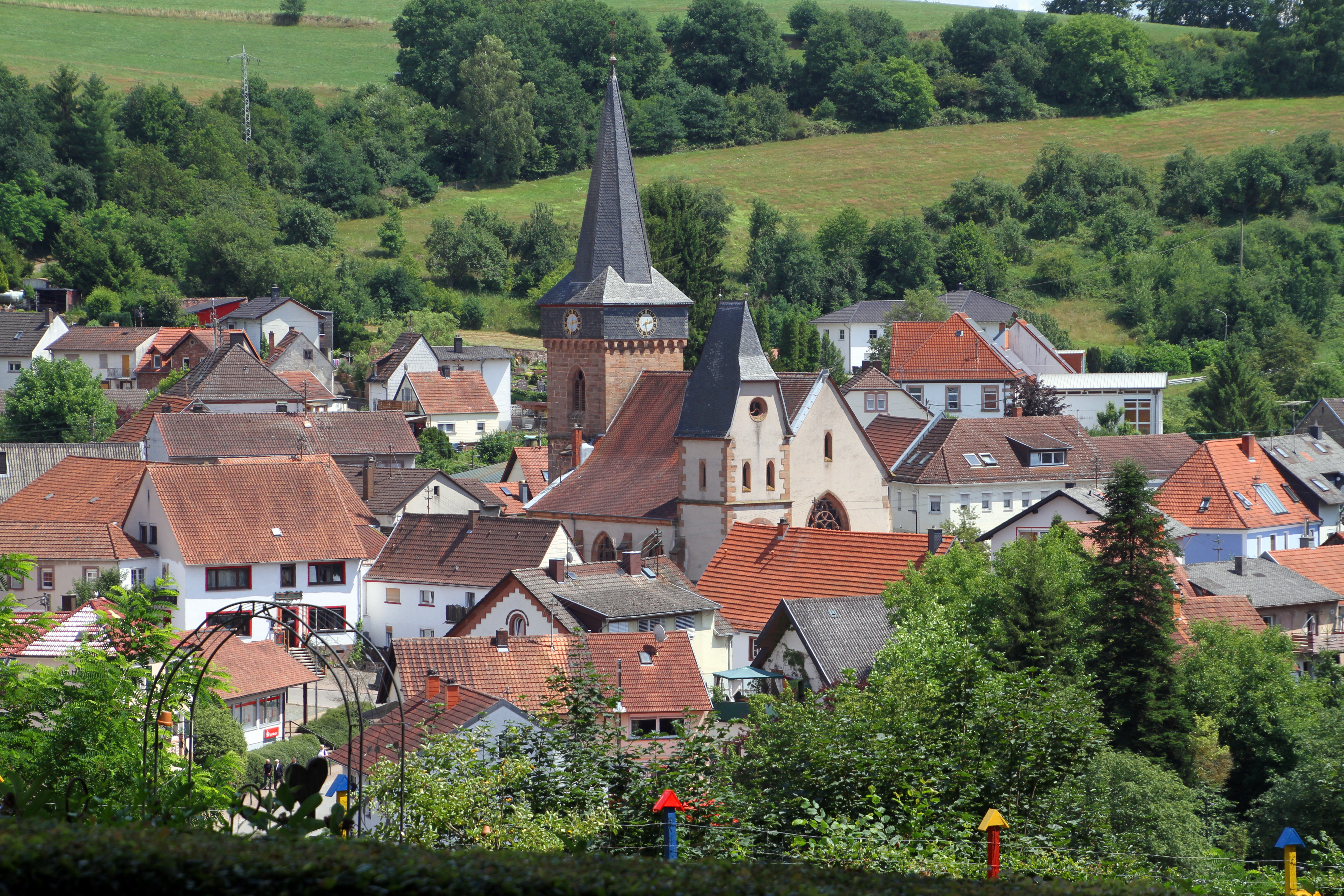
Ortskern von Wallhalben

Wallhalben ist eine Ortsgemeinde im Landkreis Südwestpfalz in Rheinland-Pfalz. Sie gehört der Verbandsgemeinde Thaleischweiler-Wallhalben an. Wallhalben ist gemäß Landesplanung als Grundzentrum ausgewiesen.

## Geographie
Wallhalben liegt auf der Sickinger Höhe. Mitten durch den Ort fließt die namensgebende Wallhalb, die durch Zusammenfluss von Stuhlbach und Arnbach entsteht. Von rechts nimmt sie den Marbach auf. Im Westen befindet sich Biedershausen, im Osten Saalstadt.
Die Gemeinde gliedert sich in die Ortsteile Wallhalben und Oberhausen. Zum Ortsteil Oberhausen gehört zusätzlich der Wohnplatz Seitershof. Aufgrund der Grenzziehung entlang der Wallhalb befinden sich die katholische Kirche Allerheiligen, das Gebäude der Feuerwehr sowie die Grundschule Wallhalben auf der Gemarkung der Gemeinde Schmitshausen.

## Geschichte
Wallhalben wurde im Jahr 1270 erstmals urkundlich erwähnt. Bis Ende des 18. Jahrhunderts gehörte der Ort zu Leiningen-Dagsburg.
Von 1798 bis 1814, als die Pfalz Teil der Französischen Republik (bis 1804) und anschließend Teil des Napoleonischen Kaiserreichs war, war Wahlalben – so die damalige Bezeichnung – in den Kanton Waldfischbach eingegliedert und unterstand der Mairie Herschberg . 1815 hatte der Ort insgesamt 300 Einwohner. Im selben Jahr wurde der Ort zunächst Österreich zugeschlagen. Ein Jahr später wechselte der Ort in das Königreich Bayern. Von 1818 bis 1862 war der Ort Bestandteil des Landkommissariat Pirmasens, das anschließend in ein Bezirksamt umgewandelt wurde.
1939 wurde Wallhalben in den Landkreis Pirmasens eingegliedert. Nach dem Zweiten Weltkrieg wurde die Gemeinde innerhalb der französischen Besatzungszone Teil des 1946 neu gebildeten Landes Rheinland-Pfalz. Im Zuge der ersten rheinland-pfälzischen Verwaltungsreform wurde am 1. April 1968 aus den Gemeinden Wallhalben und Oberhausen die neue Gemeinde Wallhalben-Oberhausen gebildet; damit einhergehend fand ein Wechsel in den Landkreis Zweibrücken statt, ehe dieser 1972 aufgelöst wurde und die Gemeinde fortan erneut dem Landkreis Pirmasens (ab 1997: Landkreis Südwestpfalz) angehörte. Am 1. August selben Jahres wurde die neue Gemeinde in Wallhalben umbenannt.
Vom 22. April 1972 bis zum 30. Juni 2014 war Wallhalben Verwaltungssitz der Verbandsgemeinde Wallhalben, die bis zum 1. August 1972 noch Verbandsgemeinde Wallhalben-Oberhausen hieß.
Neben Wallhalben(-Oberhausen) gehörten ihr elf weitere eigenständige Ortsgemeinden an. Seit dem 1. Juli 2014 gehört Wallhalben zur neuen Verbandsgemeinde Thaleischweiler-Wallhalben; deren vorläufiger Name lautete bis 31. Dezember 2015 „Verbandsgemeinde Thaleischweiler-Fröschen – Wallhalben“.

## Bevölkerung

### Einwohnerentwicklung
Die Entwicklung der Einwohnerzahl von Wallhalben, bezogen auf das heutige Gemeindegebiet; die Werte von 1871 bis 1987 beruhen auf Volkszählungen:
| Jahr | Einwohner |
| ---- | --------- |
| 1815 | 548       |
| 1835 | 604       |
| 1871 | 695       |
| 1905 | 674       |
| 1939 | 601       |
| 1950 | 720       |
| 1961 | 757       |

| Jahr | Einwohner |
| ---- | --------- |
| 1970 | 781       |
| 1987 | 873       |
| 1997 | 901       |
| 2005 | 850       |
| 2011 | 853       |
| 2017 | 864       |
| 2023 | 859       |

### Religion
Die einst im Ort ansässige jüdische Gemeinde besaß eine Synagoge, die nicht mehr existiert.
Ende 2014 waren 47,0 Prozent der Einwohner katholisch und 41,1 Prozent evangelisch. Die übrigen gehörten einer anderen Religion an oder waren konfessionslos. Die Katholiken gehören zum Bistum Speyer, die Evangelischen zur Protestantischen Landeskirche Pfalz. Am ersten Sonntag im Mai findet außerdem der sogenannte Bruder-Konrad-Ritt statt.

## Politik

### Gemeinderat
Der Gemeinderat in Wallhalben besteht aus zwölf Ratsmitgliedern, die bei der Kommunalwahl am 9. Juni 2024 in einer personalisierten Verhältniswahl gewählt wurden, und dem ehrenamtlichen Ortsbürgermeister als Vorsitzendem.
Die Sitzverteilung im Gemeinderat:
| Wahl | SPD | CDU | FWG | WGB | Gesamt   |
| ---- | --- | --- | --- | --- | -------- |
| 2024 | 2   | 5   | 3   | 2   | 12 Sitze |
| 2019 | 1   | 4   | 5   | 2   | 12 Sitze |
| 2014 | 3   | 2   | 7   | –   | 12 Sitze |
| 2009 | 2   | 4   | 6   | –   | 12 Sitze |
| 2004 | 2   | 4   | 6   | –   | 12 Sitze |

- FWG = Freie Wählergemeinschaft Wallhalben e. V.
- WGB = Wählergruppe Bauer (bis April 2024 WG Lauer)[8]

### Bürgermeister
Peter Sprengart (CDU) wurde am 14. August 2024 Ortsbürgermeister von Wallhalben. Bei der Direktwahl am 9. Juni 2024 hatte sich der Diplom-Verwaltungswirt (FH) mit 62,0 % der Stimmen gegen den Kandidaten der WGB, Volker Bauer, durchgesetzt.
Sprengarts Vorgängerin Christine Burkhard (FWG) hatte das Amt am 12. August 2019 übernommen. Bei der Stichwahl am 16. Juni 2019 war sie mit einem Stimmenanteil von 51,85 % für fünf Jahre gewählt worden, nachdem bei der Direktwahl am 26. Mai 2019 keiner der ursprünglich drei Bewerber eine ausreichende Mehrheit erreicht hatte. Nach einer Wahlperiode kandidierte Christine Burkhard nicht erneut als Ortsbürgermeisterin. Burkhards Vorgänger Berthold Martin (FWG) hatte das Amt 20 Jahre ausgeübt.

### Wappen
| Wappen von Wallhalben | Blasonierung: „Von Blau und Schwarz gespalten, rechts ein halber rotbewehrter silberner Adler am Spalt, links ein linksgewendeter rotbewehrter und -bezungter goldener Löwe.“                                                    |
| Wappen von Wallhalben | Wappenbegründung: Es wurde 1974 von der Bezirksregierung Neustadt genehmigt. Der Adler erinnert an die ehemalige Zugehörigkeit von Oberhausen zu den Leiningern und der Pfälzer Löwe an die von Wallhalben zu Pfalz-Zweibrücken. |

## Kulturdenkmäler

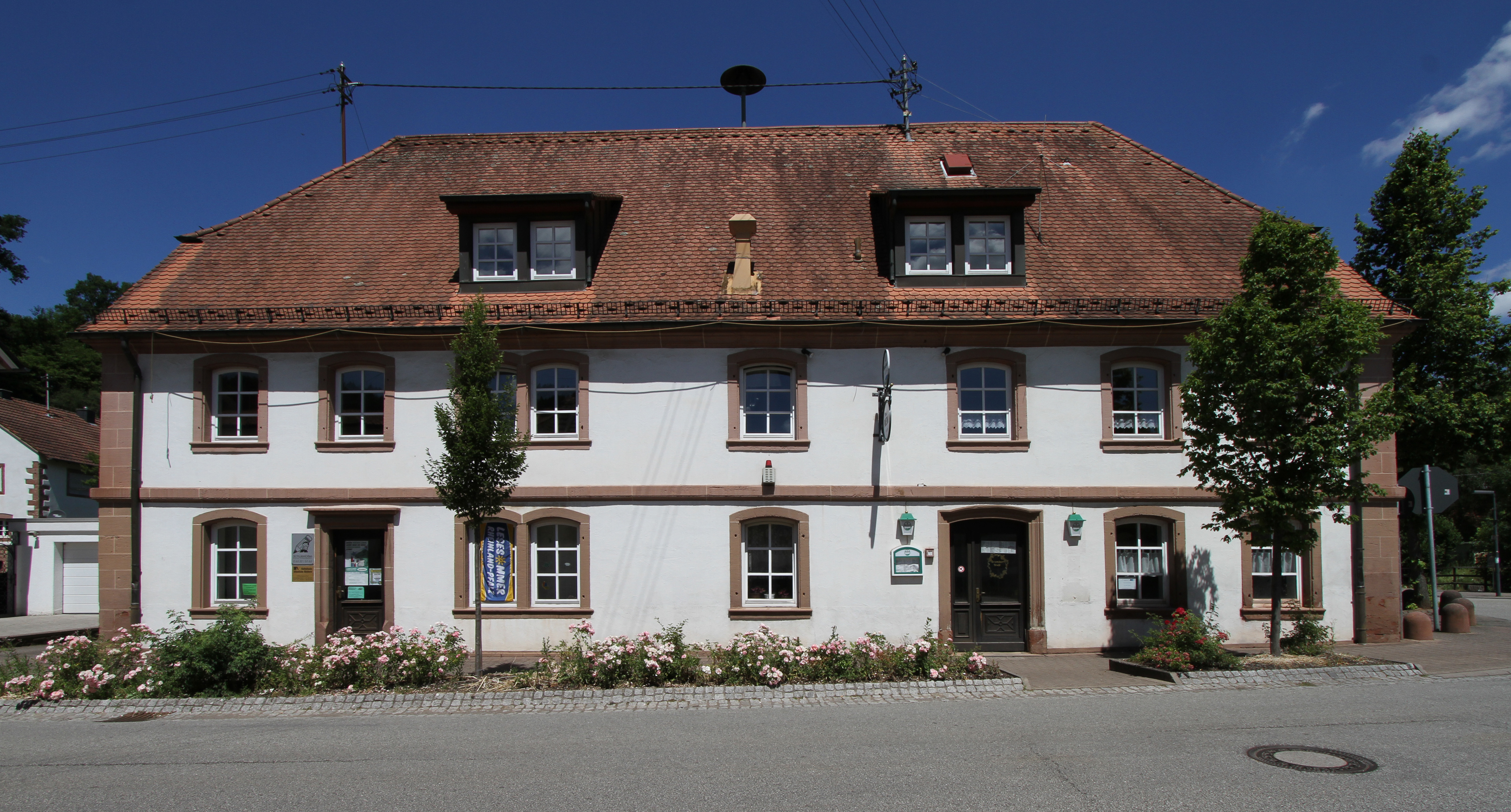
Ludwig-Katz-Haus

Der jüdische Friedhof ist als Denkmalzone ausgewiesen.
Hinzu kommen insgesamt 16 Einzelobjekte, die unter Denkmalschutz stehen, darunter das Ludwig-Katz-Haus und ein Waschbrunnen.

## Wirtschaft und Infrastruktur

### Bildung
In Wallhalben befindet sich die Grundschule Wallhalben. Die ehemalige Realschule plus Wallhalben wurde wegen zu geringer Schülerzahlen zum Schuljahresende 2017/18 geschlossen.
Seit Beginn des Schuljahres 2021/2022 nutzt das Sickingen-Gymnasium Landstuhl das Gebäude der ehemaligen Realschule plus als Zweitstandort, da das Schulgebäude in Landstuhl saniert wird.

### Verkehr
In Wallhalben kreuzen sich die Landesstraßen 469, 473 und 475. Über die nahegelegene Auffahrt Weselberg der A 62 besteht Anschluss an den Fernverkehr.

### Tourismus
Der Radweg Südwestpfalz-Tour führt mitten durch Wallhalben. Darüber hinaus verlaufen ein Mühlenweg durch das Wallhalbtal, ein mit einem gelb-roten Balken gekennzeichneter Weg von der Burg Lichtenberg bis nach Wachenheim über das Gemeindegebiet sowie ein Weg, der mit einem blauen Punkt gekennzeichnet ist und eine Verbindung mit Hauptstuhl sowie Leimen herstellt.

## Persönlichkeiten

### Söhne und Töchter der Gemeinde
- Theodor Lipps (1851–1914), Philosoph und Psychologe
- Friedrich-August Poth (1840–1905), Bierbaron

### Personen mit Bezug zum Ort
- Der Maler Conrad Wießner (1796–1865) verbrachte seine letzten Lebensjahre in Wallhalben, wo er auch starb.

## Trivia
Der ortsansässige „Thank God it´s Friday – Event Club“ wird im Guinnessbuch der Rekorde als Weltrekordhalter über das längste Fußballspiel geführt. Das Spiel fand vom 29. Mai bis zum 5. Juni 2019 im saarländischen Winterbach statt, wo die Sportfreunde Winterbach gegen den TGIF-EC genau eine Woche, also 168 Stunden, durchgängig gegeneinander spielten. Die Wallhalber konnten mit 1830:1797 schließlich einen Auswärtssieg feiern.